# Vierge à l'Enfant avec une pomme
Vierge à l'Enfant avec une pomme ou Vierge à l'Enfant tenant une pomme est une peinture à la détrempe et à l'or sur panneau du peintre italien Carlo Crivelli, réalisée vers 1480. Elle est conservée au Victoria and Albert Museum de Londres, après avoir fait partie de la collection Jones - sa provenance précédente est inconnue. Le tableau est signé OPVS CAROLI CRIVELLI VENETI.

## Description
Habituellement placée entre la Madone Lenti de l'artiste et la Madone d'Ancône en termes de datation, elle a été réalisée pour la dévotion privée. Plusieurs répliques sont connues - une dans une collection privée à Venise (peut-être vue par Testi en 1915), la Collection Bracht à Berlin, le musée de la Ca' d'Oro à Venise (école de Crivelli avec des variations), tandis qu'une dans la collection Eissler à Vienne se trouve maintenant à New York (avec des variations ; attribuée au maître de la Brera Predella par Drey en 1927).